# Тила (муниципалитет)
Тила (исп. Tila) — муниципалитет в Мексике, штат Чьяпас, с административным центром в одноимённом городе. Численность населения, по данным переписи 2020 года, составила 83 505 человек.

## Общие сведения
Название Tila с языка цельталь можно перевести как — место чёрной воды.
Площадь муниципалитета равна 801,3 км², что составляет 1,1 % от площади штата, а наиболее высоко расположенное поселение Ла-Монтанья, находится на высоте 1789 метров.
Он граничит с другими муниципалитетами Чьяпаса: на востоке с Сальто-де-Агуа и Тумбалой, на юге с Яхалоном и Симоховелем, на западе с Сабанильей, а на севере с другим штатом Мексики — Табаско.

## Учреждение и состав
Муниципалитет был образован в 1915 году, по данным 2020 года в его состав входит 157 населённых пунктов, самые крупные из которых:
| Код INEGI                  | Населённый пункт                                                          | Численность населения (2005 год) | Численность населения (2010 год) | Численность населения (2020 год) |
| -------------------------- | ------------------------------------------------------------------------- | -------------------------------- | -------------------------------- | -------------------------------- |
| 096                        | Всего                                                                     | 63172                            | 71432                            | 83505                            |
| 0001                       | Тила (исп. Tila) 17°18′02″ с. ш. 92°25′33″ з. д. (административный центр) | 6476                             | 7164                             | 9609                             |
| 0055                       | Петальсинго (исп. Petalcingo) 17°13′33″ с. ш. 92°24′52″ з. д.             | 5984                             | 6775                             | 7417                             |
| 0048                       | Нуэво-Эсперанса (исп. Nueva Esperanza) 17°14′48″ с. ш. 92°27′14″ з. д.    | 3772                             | 4059                             | 4681                             |
| 0040                       | Эль-Лимар (исп. El Limar) 17°24′57″ с. ш. 92°24′08″ з. д.                 | 2796                             | 2908                             | 3245                             |
| 0023                       | Чулум-Хуарес (исп. Chulum Juárez) 17°19′58″ с. ш. 92°32′03″ з. д.         | 1398                             | 2137                             | 2716                             |
| 0069                       | Токоб-Леглемаль (исп. Tocob Leglemal) 17°14′06″ с. ш. 92°22′46″ з. д.     | 1956                             | 2067                             | 2388                             |
| 0105                       | Нуэво-Лимар (исп. Nuevo Limar) 17°27′13″ с. ш. 92°23′52″ з. д.            | 1833                             | 1974                             | 2197                             |
| 0065                       | Соктик (исп. Shoctic) 17°13′19″ с. ш. 92°29′21″ з. д.                     | 1379                             | 1717                             | 1984                             |
| —                          | Прочие                                                                    | 37578                            | 42631                            | 49268                            |
| Названия на карте Генштаба |                                                                           |                                  |                                  |                                  |

## Экономическая деятельность
По статистическим данным 2000 года, работоспособное население занято по секторам экономики в следующих пропорциях:
- сельское хозяйство, скотоводство и рыбная ловля — 84,5 %;
- промышленность и строительство — 2,8 %;
- торговля, сферы услуг и туризма — 11,1 %;
- безработные — 1,6 %.

## Инфраструктура
По статистическим данным 2020 года, инфраструктура развита следующим образом:
- электрификация: 81,8 %;
- водоснабжение: 43,8 %;
- водоотведение: 75 %.

## Туризм
Основной достопримечательностью является церковь Кристо Негро де Эскипулас (исп. Cristo Negro de Esquipulas), построенная в XVIII веке.